# قازان‌چی (زنگلان)
قازان‌چی (ترکی آذربایجانی: Qazançı) یک منطقهٔ مسکونی در جمهوری آرتساخ است که در استان کاشاتاق واقع شده‌است.